# 2471 Ultrajectum
2471 Ultrajectum è un asteroide della fascia principale. Scoperto nel 1960, presenta un'orbita caratterizzata da un semiasse maggiore pari a 2,9977827 UA e da un'eccentricità di 0,0844550, inclinata di 10,29420° rispetto all'eclittica.